# Acentrogobius suluensis
Acentrogobius suluensis är en fiskart som först beskrevs av Herre 1927.  Acentrogobius suluensis ingår i släktet Acentrogobius och familjen smörbultsfiskar. Inga underarter finns listade i Catalogue of Life.